# Giovani Luiz Neitzke
Giovani Luiz Neitzke (sinh ngày 28 tháng 2 năm 1989) là một cầu thủ bóng đá người Brasil.

## Sự nghiệp câu lạc bộ
Giovani Luiz Neitzke đã từng chơi cho Cerezo Osaka.